# Tob-Ghaeltacht
La Tob-Ghaeltacht, coneguda sobretot en anglès com a Pop-up Ghaeltacht o Pop Up Gaeltacht, és un format d'esdeveniments socials que reuneix de manera informal parlants de gaèlic irlandès. Es tracta d'un ambient distès, com ara una taverna, on s'hi reuneixen parlants amb nivells lingüístics molt variats per tal de practicar-hi l'ús d'aquest idioma sense la pressió d'haver de renunciar a canviar a l'anglès amb altres interlocutors i que, per tant, fomenta el concepte de lleialtat lingüística.
Té l'origen a la ciutat irlandesa de Dublín i pot incloure en pubs o altres entorns fins a 300 persones, amb un impacte i aplicabilitat tant a l'estranger com en el cas d'altres llengües minoritzades. El seu nom rau en el concepte de Ghaeltacht, els enclavaments lingüístics de parla irlandesa i el mot irlandès tob ('espontani'). Pel que fa a la denominació en anglès, pren el nom de pop-up, un neologisme per descriure espais físics que només obren temporalment, aplicat a bars, restaurants o fires que obren amb un concepte determinat i a l'aire lliure per poc temps.

## Creació i context lingüístic
Es calcula que hi ha prop de 200.000 parlants d'irlandès diaris i setmanals a Irlanda, tant al nord com al sud, que són nous parlants (en irlandès, nuachainteoirí). D'aquests, gairebé uns 15.000 viuen a Dublín, que acull prop del 20% dels parlants totals diaris del país. Els pioners de la Tob-Ghaeltacht van ser Osgur Ó Ciardha i Peadar Ó Caomhánaigh, dos activistes lingüístics que van establir la primera trobada en aquesta ciutat l'any 2017. La seva finalitat era proporcionar un espai on els parlants irlandesos poguessin conversar lliurement sense sentir-se obligats a canviar a l'anglès en benefici de qualsevol parlant no irlandès present, alhora que evitar les conseqüències de la intrusió lingüística en molts dels parlants durant la seva etapa escolar.
L'estudi d'aquest fenomen argumenta que aquest projecte s'emmarca en el context de validació de la identitat lingüística, de la lleialtat lingüística fora dels entorns rurals i d'integració en un conjunt social per part dels parlants no tradicionals d'una llengua minoritzada; és un procés continuat i de desenvolupament personal. Acadèmics de la Universitat de Swansea també en van presentar la seva naturalesa i èxit l'any 2022 en una conferència sobre llengua i negocis per part del Coleg Cymraeg Cenedlaethol (Col·legi Nacional Gal·lès), atès que els locals que acullen aquests esdeveniments obtenen beneficis significatius per l'afluència d'assistents.
Segons ambdós fundadors, la causa de la seva creació fou revertir el «cicle de notícies negatives que envolta la llengua», lluitar per la revitalització de l'idioma i contradir la sensació que parlar irlandès és sovint percebut com «un tipus d'acte interpretatiu» que s'associa a la recepció de subvencions. Segons Ó Ciardha, «és molt fàcil menysprear aquella gent que no es pot veure, o, en el cas de l'irlandès, aquella a la qual no se la sent parlar... Volíem demostrar que sí que hi ha parlants d'irlandès urbans i els vam voler atorgar el símbol del ratpenat, com a analogia a la projecció al cel del ratpenat de Batman, que indiqués la seva presència i que fes que els parlants de gaèlic dispersos es poguessin reunir». El mateix fundador afirma que els assistents són «joves i vells, aprenents i pràcticament tothom», que a més a més conformen un entorn en què «no hi ha necessitat de canviar a l'anglès i les converses no són sobre l'irlandès, sinó en irlandès».
A més a més, la idea ha evolucionat també cap a un nou format, la Ghaeltach na nÓg, un format intergeneracional que permet als pares amb mainada de poder assistir a esdeveniments que no siguin necessàriament en pubs irlandesos o tavernes.

## Expansió territorial i lingüística
La Gaeltacht Pop-Up ha trobat certa popularitat arreu del món. El 2019 se'n va celebrar la primera a l'estranger a Nova York. Posteriorment n'han seguit d'altres en diversos indrets dels EUA: La Jolla, Los Angeles o Washington DC. I més tard en d'altres estats del planeta, com ara Austràlia, els Emirats Àrabs Units, el Canadà i Bolívia. Els seus promotors van calcular que se n'havien celebrat més de 150 a tot el món a data del 2022.
El concepte també s'ha estès a d'altres llengües minoritzades. El 2019, a l'illa de Man, es va celebrar un Tob-Ghaeltacht en gaèlic manx com a part del festival Cooish, un esdeveniment cultural de promoció de la llengua manx, i per Pobble, una organització de defensa de la llengua manx.